# Fauna
 Ovo je glavno značenje pojma Fauna. Za druga značenja pogledajte Fauna (razdvojba).
Fauna (latinski Fauna ili Bona Dea, božica plodnosti starih Rimljana), skupni naziv za sav životinjski svijet neke određene životne sredine, područja; nekog kontinenta, zemlje; kraja, lokaliteta; nekog perioda u prošlosti Zemlje (geološka fauna itd.). Tako se govori o morskoj fauni, slatkovodnoj, kopnenoj, o fauni livada, šuma, močvara, spilja itd. Za razliku od faune, sav se biljni svijet naziva florom. Kao skupni naziv za sav živi svijet, floru i faunu, neki noviji autori rabe termin biot.
Faunist, čovjek koji se bavi opisivanjem faune neke životne sredine, regije, lokaliteta itd. Opisivati faunu nekog područja ne znači dati samo nomenklaturu vrsta i areale njihova rasprostranjena, već i podrijetlo tih vrsta, historijat njihova prostiranja, kao i opće karakteristične crte koje su svojstvene pojedinim faunističkim grupama, prilagodbe tih grupa na određenu životnu sredinu (tako su, npr., za stepe karakteristični trkači; hvatači su prilagođeni životu u šumi; plivači u vodi itd.). Areale rasprostranjenja pojedinih životinjskih grupa, tzv. faunističke regije, proučava faunistika ili zoogeografija.

## Podjele
Često se ne proučava ukupna fauna jednog područja (morska fauna, pustinjska fauna, šumska fauna, fauna litoralnog područja), već samo određene skupine
Prema taksonomiji:
- avifauna – ptice
- entomofauna – kukci
- herpetofauna – reptili, u širem smislu često vodozemci
- ichtiofauna – ribe
- malakofauna – mekušci

Prema veličini:
- mikrofauna – < 0,2 mm (mikroorganizmi i vrlo male životinje)
- mezofauna – 0,2 - 2 mm
- makrofauna – 2 - 20 i više mm (životinje koje se mogu uočiti okom)
- megafauna - kralježnjaci (krtice, miševi i ostale životinje)[1][2]

Ostali kriteriji:
- epifauna - organizmi pričvršćeni na dnu ili nepomičnim podlogama, a kreću se zajedno sa sedimentom ili žive na njegovoj površini u okolišu s malo kisika i gdje nije moguća fotosinteza
- infauna – organizmi koji žive u sedimentu
- kriofauna – životinje u području ledenjaka i leda
- kriptofauna – „neopažene“ životinje (vidi kriptozoologija)